# Chính phủ quân quản
Chính phủ quân quản, hoặc gọi chính phủ chuyên chính quân sự, là chỉ quyền lực chính trị của một nước do quân đội chiếm lấy. Tuy nhiên, tuyệt đại bộ phận chính phủ quân sự, đều thông qua chính biến mà dựng lên.
Đặc điểm chủ yếu nhất của chính phủ quân, chính là thực thi pháp luật quân sự, hoặc tuyên bố trạng thái khẩn cấp mang tính lâu dài. Trong tình huống phổ thông, phần lớn nhân viên của chính phủ quân đều đến từ quân lính trong quân đội. Có một ít chính phủ quân sẽ thu nhận một ít quan chức dân sự, nhưng mà thống soái quân sự vẫn nắm giữ quyền lực tối cao như trước. Chính phủ quân sẽ tự xưng vô đảng phái, đồng thời chỉ trích nhà chính trị dân sự tham nhũng. Tuy nhiên, sự thống trị của chính phủ quân sự, thông thường đều là độc tài chuyên chế.